# Karl Schramek

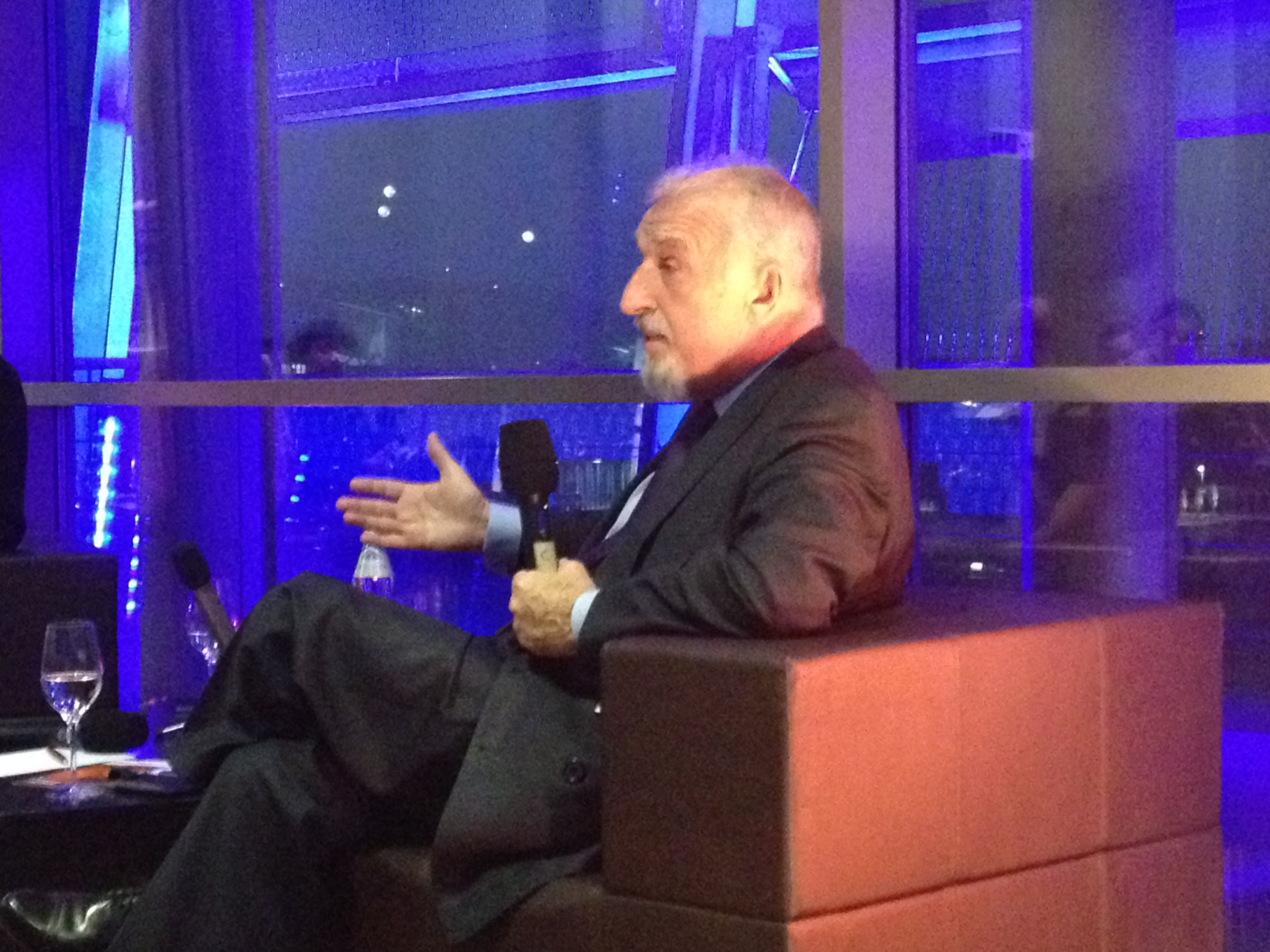
Schramek bei einer Diskussionsveranstaltung im Jahr 2012

Karl Schramek (* 27. August 1949 in Wien; † 15. Jänner 2023) war ein österreichischer Diplomat. Er war von 2008 bis 2015 der österreichische Botschafter in Belgien und Leiter der Österreichischen Mission bei der NATO.

## Leben
Karl Schramek maturierte 1967 am Bundesrealgymnasium Wien XV in der Diefenbachgasse. Er promovierte 1972 zum Doktor iuris (Rechtswissenschaften) an der Universität Wien. Nach dem Militärdienst und Gerichtspraxis absolviert er von 1973 bis 1975 den 10. Lehrgang der Diplomatischen Akademie Wien.
1975 trat Schramek in das Bundesministerium für auswärtige Angelegenheiten ein. Ab 1977 arbeitete er an der Österreichischen Botschaft in Budapest (Ungarn), ab 1980 an der Österreichischen Botschaft Dakar (Senegal), von wo aus er auch in Burkina Faso, Côte d’Ivoire, Gambia, Guinea, Guinea-Bissau, Liberia, Mali und Sierra Leone akkreditiert war. 1983 wurde er nach Budapest zurückversetzt; ab 1984 war er Direktor des dortigen Österreichischen Kulturinstituts.
Ab 1985 leitete Schramek im Außenministerium die Abteilung für Rüstungskontrolle und Abrüstung, Nonproliferation und vertrat in dieser Funktion Österreich auch in der ständigen UN-Abrüstungskonferenz (UNCD) in Genf, im UN-Abrüstungskomitee (CD) in New York und in der Internationalen Atomenergie-Organisation (IAEO) in Wien.
In den Jahren 1990 und 1991 war Schramek im SPÖ-Parlamentsklub tätig, bis 1996 war er Internationaler Sekretär der SPÖ. Anschließend war er Außenpolitischer Berater der Bundeskanzler Vranitzky (1996) und Klima (1997).
1997 wurde er Außenpolitischer Berater des Generalsekretärs der Organisation für wirtschaftliche Zusammenarbeit und Entwicklung (OECD), Donald J. Johnston. 1998 wurde er Österreichischer Botschafter bei der OECD.
Nach interimistischer Leitung zweier Abteilungen des Außenministeriums wurde er 2004 bis 2008 Österreichischer Botschafter in Syrien. Von 2008 bis 2015 war Schramek Österreichischer Botschafter in Belgien und zugleich Leiter der Österreichischen Mission bei der NATO.
Karl Schramek starb im Januar 2023.